# Мартынов, Тимур Равильевич
Тиму́р Рави́льевич Марты́нов (р. 1979, Санкт-Петербург) — российский трубач, солист симфонического оркестра и брасс-ансамбля Мариинского театра, камерного оркестра «Musica Aeterna Ensemble» Новосибирского театра оперы и балета и Санкт-Петербургского государственного академического симфонического оркестра, участник Всемирного оркестра мира, лауреат всероссийских и международных конкурсов.
Сын народного артиста России дирижёра Равиля Мартынова.

## Биография
Тимур Мартынов начал заниматься на трубе у преподавателя Георгия Каминского. В 2002 году он окончил Санкт-Петербургскую консерваторию под руководством Юрия Большиянова. В 2000—2001 годах он также проходил стажировку в Люксембургской консерватории и участвовал в мастер-классах Конрадина Грота и Йоко Харианне.
С 1995 по 2000 год Мартынов был солистом Санкт-Петербургского государственного академического симфонического оркестра под управлением своего отца Равиля Мартынова. В период с 1995 по 2003 год он участвовал в нескольких международных и всероссийских конкурсах и получил ряд премий. В 2005—2006 годах Тимур Мартынов играл в камерном оркестре «Musica Aeterna Ensemble» Новосибирского театра оперы и балета. С 2007 года Тимур Мартынов является солистом оркестра Мариинского театра и брасс-ансамбля Мариинского театра. В 2010 году он участвовал в концертах Всемирного оркестра Мира под управлением Валерия Гергиева.

## Награды и звания
- Дипломант Международного конкурса исполнителей на трубе (Москва, 1995)
- Лауреат I премии Всероссийского конкурса молодых исполнителей на медных духовых инструментах (Санкт-Петербург, 1995)
- Лауреат I премии конкурса Фонда Гартов (Санкт-Петербург, 1997)
- Лауреат I премии V Всероссийского открытого конкурса музыкантов-исполнителей на духовых и ударных инструментах им. Н. А. Римского-Корсакова (Санкт-Петербург, 2000)
- Лауреат IV премии и специального приза IV Международного конкурса исполнителей на трубе им. М. Андре (Париж, 2000)
- Лауреат II премии II Международного конкурса исполнителей на трубе им. Р. Сармаса (Лиекса, 2002)
- Дипломант Международного конкурса «Пражская весна» (Прага, 2003)